# Lleó de Barcelona
El Lleó de Barcelona és un element del bestiari popular català que forma part del Seguici Popular de la Ciutat de Barcelona.

## Origen
La seva primera referència data de 1424 al Llibre de les Solemnitats de Barcelona, però no és fins al 1601 amb motiu de les festes de canonització de Sant Ramon de Penyafort que el trobem referenciat pròpiament com a gran figura amb carcassa i coronada. El trobem documentat al llarg del segle xvii i el segle xviii gaudint d'un reconegut prestigi popular pels seus brams i actuacions.
La seva representació corresponia al Gremi dels blanquers, amb seu a la Basílica del Pi, i quan sortia ho feia acompanyat de personatges amb màscares de lleó. Hi ha constància de la seva participació en la Processó per la beatificació de Sant Josep Oriol de 1801 i a les festes amb motiu de la pau de la Guerra dels Set Anys al 1837. També tenia una participació assídua a la processó de la Parròquia del Pi fins al 1870.

## Recuperació
Desapareguda ja la figura, en el procés de Recuperació de la Imatgeria Festiva de la Barcelona Vella el Lleó de Barcelona reapareix l'any 1993 de la mà de l'Associació d'Amics dels Gegants del Pi, entitat que s'encarrega del seu manteniment i de fer-lo sortir. La nova figura és obra de Manel Casserres i Boix. Com a membre del Seguici Popular de Barcelona, el lleó disposa de ball i música pròpia.